# محمد بهارلو
محمّد بهارلو (زاده ۱۳۳۴ در آبادان) نویسنده و روزنامه‌نگار ایرانی است. وی نخستین داستان خود را در سال ۱۳۵۲ با عنوان گاومیش نوشت. او مدت‌ها با نشریاتی نظیر آدینه، دنیای سخن و چیستا همکاری داشت. او سال‌ها مدرس کارگاه داستان‌نویسی بوده است و در مراکز و نهادهای فرهنگی از جمله خانۀ هنرمندان ایران و مؤسسۀ پرسش، جلسات آموزشی برگزار می‌کرده است. مقالات بسیاری از بهارلو در زمینۀ داستان‌نویسی و فرهنگ عامیانه و قصه‌های هزارویک شب منتشر شده‌است.

### رمان‌ها
- سال‌های عقرب (۱۳۶۹) رمان، انتشارات نگاه
- بختک بومی (۱۳۶۹) رمان
- عشق‌کشی (۱۳۷۸) برگزیدۀ ده رمان سال ۷۸
- بانوی لیل (۱۳۸۰) رمان
- عروس نیل (۱۳۸۶) رمان، انتشارات آگه

### مجموعه داستان‌ها
- باد در بادبان (۱۳۷۰) مجموعه داستان
- حکایت آن که با آب رفت (۱۳۷۹) مجموعه داستان
- شهرزاد قصه بگو (۱۳۸۴) مجموعه داستان

### سایر آثار
- کلیدر سرگذشت نسل تمام شده (۱۳۶۸)
- داستان کوتاه ایران (۱۳۷۲) انتخاب و نقد و بررسی
- نامه‌های صادق هدایت (۱۳۷۴) با مقدمه و حواشی / چاپ نو این کتاب با بیست و پنج نامۀ منتشر نشده از سوی نشر گوته، حافظ در سال ۲۰۱۹ روانۀ بازار شده‌است.
- بزرگ علوی، نویسندۀ سانتی مانتال یا روشن اندیش (۱۳۹۱)